# فورون رملي
فورون رملي (الاسم العلمي: Phoronis psammophila) هو نوع من الحيوانات يتبع جنس الفورون من الديدان الحدوية.